# Budzyń (gmina)
Budzyń – gmina miejsko-wiejska w województwie wielkopolskim, w powiecie chodzieskim. W latach 1975–1998 gmina położona była w województwie pilskim.
Siedziba gminy to Budzyń.
Według danych z 26 czerwca 2008 gminę zamieszkiwało 8468 osób.
Gmina wiejska Budzyń w obecnym kształcie powstała w 1973 r. z połączenia gromad Budzyń i Wyszyny. W skład gminy z dniem 1 maja 1975 weszła także wieś Nowe Brzeźno z gminy Wągrowiec.
Nadanie praw miejskich Budzyniowi 1 stycznia 2021, zmieniło typ gminy z wiejskiej na miejsko-wiejską. 
10 lutego 2021 r. Rada Miejska w Budzyniu ustanowiła nowe symbole gminy Budzyń.

## Struktura powierzchni
Według danych z roku 2002 gmina Budzyń ma obszar 207,61 km², w tym:
- użytki rolne: 59%
- użytki leśne: 36%

Gmina stanowi 30,5% powierzchni powiatu.

## Demografia

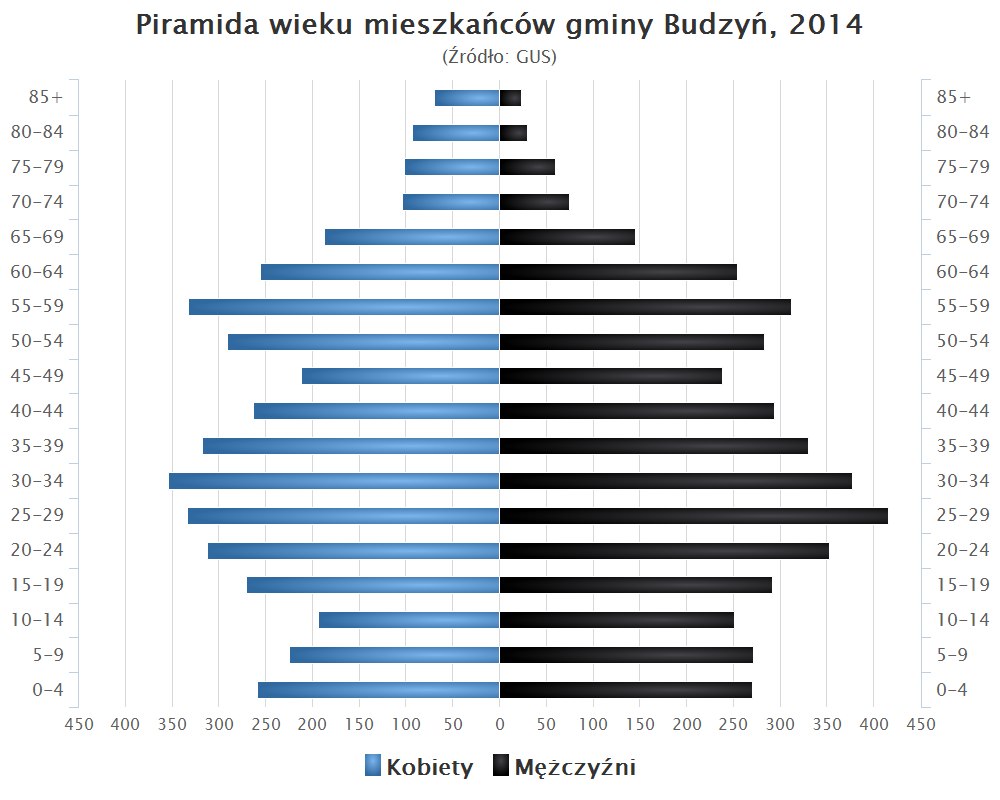
Piramida wieku mieszkańców gminy Budzyń w 2014 roku

Dane z 27 czerwca 2008:
| Opis                              | Ogółem | Ogółem | Kobiety | Kobiety | Mężczyźni | Mężczyźni |
| --------------------------------- | ------ | ------ | ------- | ------- | --------- | --------- |
| jednostka                         | osób   | %      | osób    | %       | osób      | %         |
| populacja                         | 8468   | 100    | 4176    | 49,3    | 4292      | 50,7      |
| gęstość zaludnienia (mieszk./km²) | 40,8   | 40,8   | 20,1    | 20,1    | 20,7      | 20,7      |

## Sołectwa
Brzekiniec, Budzyń, Bukowiec, Dziewoklucz, Grabówka, Kąkolewice, Nowe Brzeźno, Ostrówki, Podstolice, Prosna, Sokołowo Budzyńskie, Wyszynki, Wyszyny.
Miejscowości bez statusu sołectwa: Niewiemko, Nowa Wieś Wyszyńska, Popielno.

## Sąsiednie gminy
Chodzież, Czarnków, Margonin, Rogoźno, Ryczywół, Wągrowiec